# Blepharotoma petropolisana
Blepharotoma petropolisana är en skalbaggsart som beskrevs av Moser 1924. Blepharotoma petropolisana ingår i släktet Blepharotoma och familjen Melolonthidae. Inga underarter finns listade.